# Archieparchia Ahwazu
Archieparchia Ahwazu (łac. Archieparchia Ahvasiensis Chaldaeorum) – eparchia Kościoła chaldejskiego w południowo-zachodnim Iranie, podległa bezpośrednio chaldejskiemu patriarsze Bagdadu. Została erygowana 3 stycznia 1966. Od czerwca 2011 eparchia pozostaje sede vacante po tym, jak jej dotychczasowy ordynariusz abp Hanna Zora wyjechał do Kanady, aby objąć zwierzchnictwo nad eparchią chaldejską w Toronto.